# Jakeru
Jakeru (auch: Enejore Island, Eniiuri, Enijuri-tō, Jakeru-To) ist eine Insel des Kwajalein-Atolls in der Ralik-Kette im ozeanischen Staat der Marshallinseln (RMI).

## Geographie
Das Motu liegt im südwestlichen Saum des Atolls zwischen Gurer im Westen und Ennumet im Osten.

## Klima
Das Klima ist tropisch heiß, wird jedoch von ständig wehenden Winden gemäßigt. Ebenso wie die anderen Orte der Kwajalein-Gruppe wird Jakeru gelegentlich von Zyklonen heimgesucht.